# Liste der Biografien/Siw
Liste der Biografien |
Portal Biografien |
Personensuche
# |
A |
B |
C |
D |
E |
F |
G |
H |
I |
J |
K |
L |
M |
N |
O |
P |
Q |
R |
S |
T |
U |
V |
W |
X |
Y |
Z |
?
 
Sa |
Sb |
Sc |
Sd |
Se |
Sf |
Sg |
Sh |
Si |
Sj |
Sk |
Sl |
Sm |
Sn |
So |
Sp |
Sq |
Sr |
Ss |
St |
Su |
Sv |
Sw |
Sy |
Sz
 
Sia |
Sib |
Sic |
Sid |
Sie |
Sif |
Sig |
Sih |
Sii |
Sij |
Sik |
Sil |
Sim |
Sin |
Sio |
Sip |
Siq |
Sir |
Sis |
Sit |
Siu |
Siv |
Siw |
Six |
Siy |
Siz
Die Liste der Biografien führt alle Personen auf, die in der deutschsprachigen Wikipedia einen Artikel haben. Dieses ist eine Teilliste mit 34 Einträgen von Personen, deren Namen mit den Buchstaben „Siw“ beginnt.

## Siw

### Siwa
- Siwa Prommas (* 1994), thailändischer Fußballspieler
- Siwa, JoJo (* 2003), US-amerikanische Tänzerin, Sängerin, Schauspielerin und WebvideoproduzentinJoJo Siwa (* 2003)

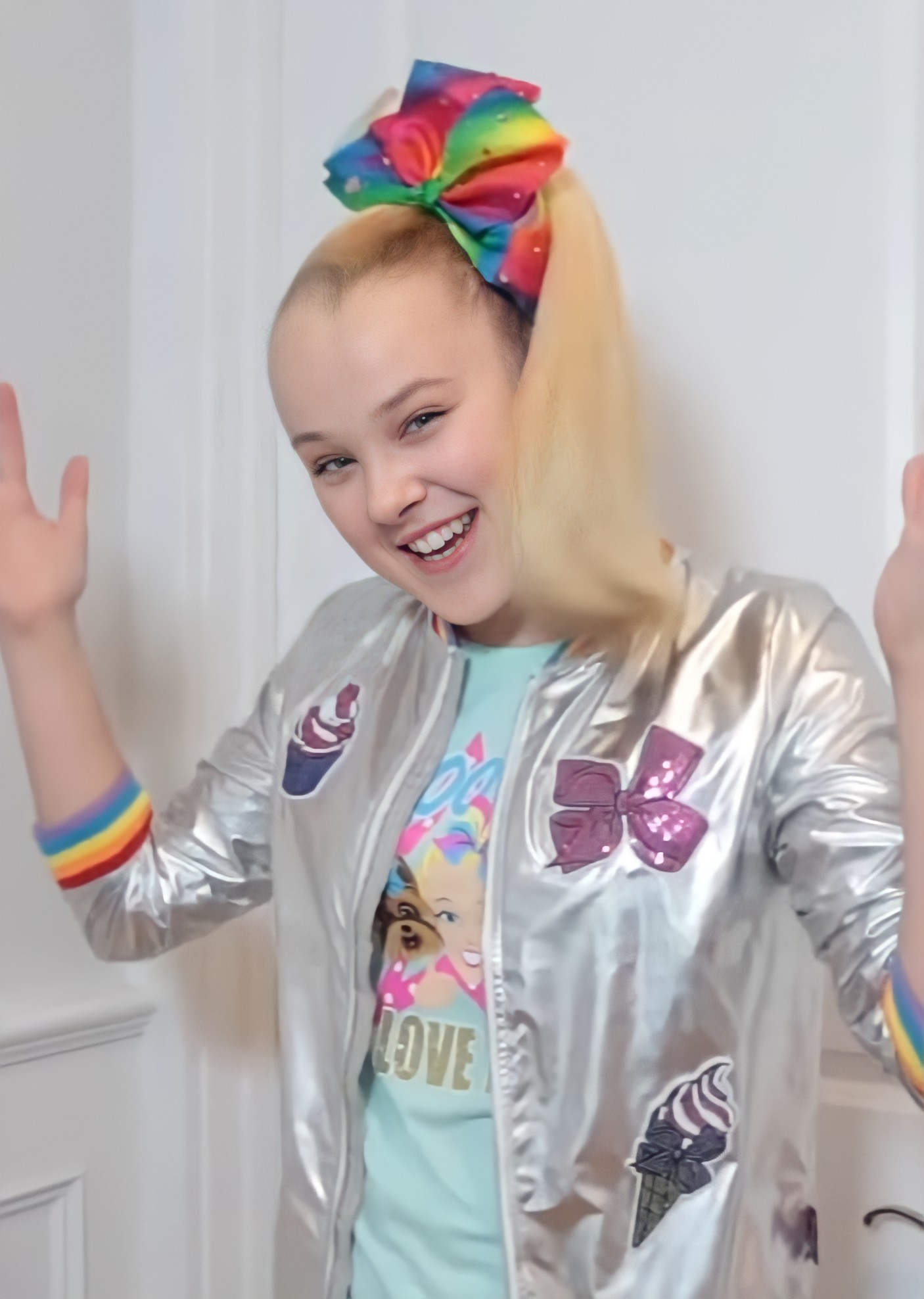
JoJo Siwa (* 2003)

- Siwak, Anatoli (* 1962), belarussischer Eisenbahningenieur, Bürgermeister von Minsk
- Siwakorn Jakkuprasat (* 1992), thailändischer Fußballspieler
- Siwakorn Sangwong (* 1997), thailändischer Fußballspieler
- Siwakou, Michail (* 1988), belarussischer Fußballspieler
- Siwamet Thanusorn (* 1982), thailändischer Fußballspieler
- Siwanbajewa, Faina (* 1992), kasachische Gewichtheberin
- Siwarak Tedsungnoen (* 1984), thailändischer Fußballspieler
- Siward, angelsächsischer Ordensgeistlicher, Bischof von Rochester
- Siward, Earl of Northumbria († 1055), Earl of Northumbria
- Siward, Richard, englischer Ritter, Söldner und Höfling
- Siwarut Phonhiran (* 1996), thailändischer Fußballspieler
- Siwat Rawangpa (* 2001), thailändischer Fußballspieler

### Siwe
- Siwe, Thomas (* 1935), US-amerikanischer Perkussionist und Musikpädagoge
- Siwe-Palar-Khuppak, elamitischer Herrscher
- Siwek, Nadine (* 1976), deutsche Fußballspielerin
- Siwela, Zakhele (* 1982), südafrikanischer Fußballschiedsrichterassistent
- Siwert, Joachim, deutscher Porträtmaler
- Siwertz, Sigfrid (1882–1970), schwedischer Schriftsteller

### Siwi
- Siwicki, Florian (1925–2013), polnischer Armeegeneral und Politiker, Mitglied des Sejm
- Siwiec, Marek (* 1955), polnischer Politiker, Mitglied des Sejm, MdEP
- Siwiec, Ryszard (1909–1968), polnischer Philosoph, Buchhalter, Soldat der polnischen Heimatarmee und Selbstverbrenner
- Siwik-Daniels, Veronica (* 1977), US-amerikanische Pornodarstellerin und SchauspielerinVeronica Siwik-Daniels (* 1977)

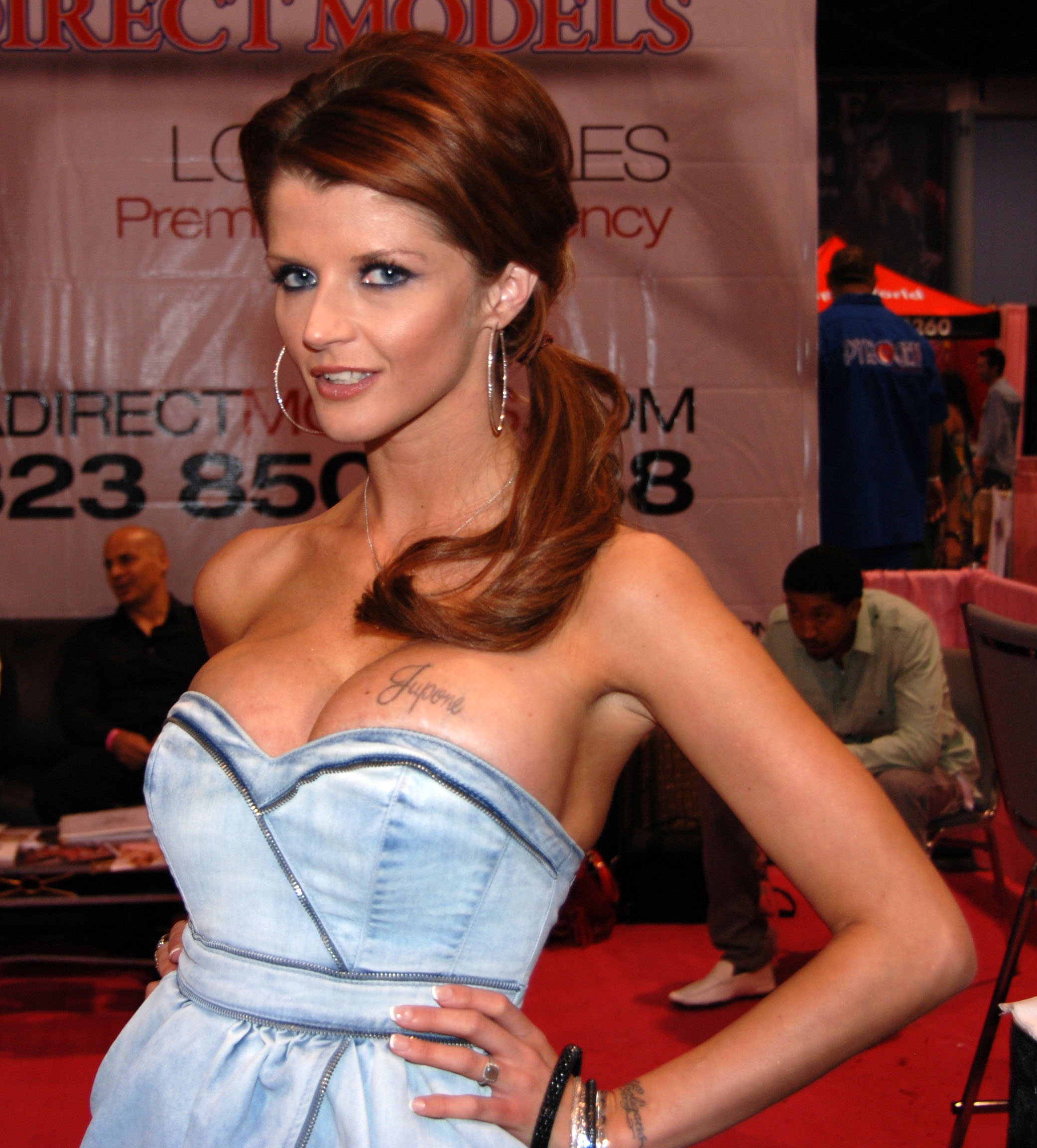
Veronica Siwik-Daniels (* 1977)

- Siwińska, Jolanta (* 1991), polnische Fußballspielerin
- Siwiński, Jarosław (* 1964), polnischer Komponist und Pianist

### Siwk
- Siwko, Sergei Alexandrowitsch (1940–1966), sowjetischer Boxer
- Siwkowa, Anna Witaljewna (* 1982), russische Degenfechterin
- Siwkowa, Kristina Andrejewna (* 1997), russische Sprinterin

### Siwo
- Siwolap, Maxim Andrejewitsch (* 1996), russischer Beachvolleyballspieler
- Siwoscheles, Jewgeni Igorewitsch (* 1988), russischer Volleyballspieler

### Siws
- Siwsiwadse, Budu (* 1994), georgischer Fußballspieler

### Siwu
- Siwucha, Anastassija (* 2002), belarussische Handballspielerin
- Siwula, Blaise (* 1950), US-amerikanischer Jazzmusiker